# SR Minnen
SR Minnen var en av Sveriges Radios kanaler och sände dygnet runt via DAB-radio och på Internet. 
Kanalen startade den 17 maj 2004 och innehöll teaterföreställningar, uppläsningar, samhällsprogram och underhållning från Sveriges Radios arkiv. Innan kanalen startade hade den arbetsnamn som P1 Plus och SR Retro. Den strömmande kanalen lades ner vid årsskiftet 2013/2014 eftersom den hade för låga lyssnarsiffror. 

## Radiofynd
SR Minnens redaktion har fortsatt att producera program för Sveriges Radio P1 och bakgrunder till aktuella händelser på webben, men sedan 2015 under programnamnet Radiofynd.